# Brillante Mendoza
Pour les articles homonymes, voir Mendoza.
Brillante Mendoza, ou Brillante Ma. Mendoza, est un réalisateur philippin né le 30 juillet 1960 à San Fernando. Il est chevalier de l'ordre des Arts et des Lettres.
En 2014 il est président du jury international de la 20e édition du festival international des cinémas d'Asie de Vesoul.

## Biographie
Né le 30 juillet 1960 à San Fernando, Brillante Mendoza commence à travailler dans la publicité. En 2005, Le Masseur (Masahista), qui traite de l'homosexualité tarifée, remporte le Léopard d'or de la vidéo au Festival international du film de Locarno. Il réalise ensuite des films remarqués tels John John (présenté à la Quinzaine des réalisateurs au Festival de Cannes 2007) qui traite de l'adoption d'enfants abandonnés, et Serbis (présenté en sélection officielle au Festival de Cannes 2008) qui décrit la vie dans un cinéma porno. En 2009, Kinatay, qui contient des séquences chocs, remporte le Prix de la mise en scène au Festival de Cannes.

### Participation à des festivals
- Début 2018, il est dans le jury de Paolo Sorrentino lors du 8e MyFrenchFilmFestival.
- En octobre 2018, il préside le jury du 31e Festival de Tokyo, succédant ainsi à l'américain Tommy Lee Jones.
- En novembre 2018, il fait partie du jury de Bille August lors du 40e Festival international du film du Caire.
- En avril 2021, il préside le jury du 43e Festival international du film de Moscou.
- En mai-juin 2021, il participe au jury du 38e Festival du film de Fajr.

## Filmographie

### Comme réalisateur
- 1985 : Private Show[réf. nécessaire]
- 2005 : Le Masseur (Masahista)
- 2006 : Kaleldo
- 2006 : Manoro
- 2007 : Pantasya
- 2007 : John John (Foster Child)
- 2007 : Tirador
- 2008 : Serbis
- 2009 : Kinatay
- 2009 : Lola
- 2011 : 60 Seconds of Solitude in Year Zero (un segment d'une minute du film collectif)
- 2012 : Captive
- 2012 : Thy Womb
- 2013 : Sapi
- 2015 : Taklub
- 2016 : Ma' Rosa
- 2017 : Amo (série télévisée)
- 2018 : Alpha, The Right To Kill
- 2019 : Mindanao
- 2021 : Gensan Punch

## Distinctions

### Récompenses
- 2005 : Léopard d'or de la vidéo pour Masahista au Festival international du film de Locarno
- 2009 : Prix de la mise en scène pour Kinatay au Festival de Cannes 2009

### Sélections
- Berlinale 2008 : Tirador
- Festival de Cannes 2008 : Compétition officielle avec Serbis
- Mostra de Venise 2009 : Compétition officielle avec Lola
- Berlinale 2012 : Compétition officielle avec Captive
- Mostra de Venise 2012 : Compétition officielle avec Thy Womb
- Festival de Cannes 2016 : Compétition officielle avec Ma' Rosa